# Sonicflood
Sonicflood (někdy také psáno SONICFLOOd) je americká hudební skupina hrající křesťanskou Pop music. Byla založena v Nashvillu ve státě Tennessee. Debutové album vydané v roce 1999 mělo stejný název - SONICFLOOd.

## Diskografie
jako Zilch:
- 1997 - Platinum

jako Sonicflood:
- 1999 - Sonicflood
- 2001 - Sonicpraise - live
- 2001 - Resonate
- 2003 - Cry Holy
- 2004 - Gold - best-of kompilace
- 2005 - This Generation
- 2006 - The Early Years - kompilace
- 2006 - Glimpse - live

## Ocenění
- 1999 - Dove Award za "Praise and Worship Album": Sonicflood
- 2000 - Dove Award za "Special Event Album": City on a Hill (various artists)
- 2001 - Grammy Award nominace na "Best Gospel Rock Album": Sonicpraise

## Členové
Současní členové
- Rick Heil - zpěv, kytara (od roku 1999)
- Chris Knight - bicí (od června 2008)
- Mckendree Tucker - klávesy (od května 2008)
- Phil Baquie - kytara (od ledna 2009)
- Branden Taulbee - basová kytara (od října 2008)

Dřívější členové (od roku 2008)
- Justin Ostrander - kytara (? - 2008)
- Albert Kiteck - kytara, zpěv (2007 - 2008)
- Chris Kimmerer - bicí (? - 2008)
- Trey Hill - kytara (? - ?)
- Grant Norsworthy - basová kytara (? - 2008)

Dřívější členové (éra Jeffa Deyo)
- Jeff Deyo - zpěv, kytara (1999 - květen 2000)
- Jason Halbert - klávesy (1999 - červenec 2000)
- Dwayne Larring - kytara (1999 - červenec 2000)
- Aaron Blanton - bicí (1999 - červenec 2000)
- Otto Price - basová kytara (1999)

- - Zde jsou někteří bývali členové, nicméně existuje ještě mnoho dalších nezapsaných.